# Giovanni De Berardinis
Giovanni De Berardinis (Canzano, 14 maggio 1846 – Sambuceto, 14 novembre 1937) è stato un matematico italiano, cultore di geodesia.